# Kõima raba
Kõima raba är ett träsk i sydöstra Estland. Det ligger i Lääneranna kommun i landskapet Pärnumaa, 100 km söder om huvudstaden Tallinn. Kõima raba ligger vid sjön Lavassaare järv.